# Passaloecus brevilabris
Passaloecus brevilabris är en stekelart som beskrevs av Wolf 1958. Passaloecus brevilabris ingår i släktet Passaloecus, och familjen Crabronidae. Enligt den finländska rödlistan är arten sårbar i Finland. Arten är reproducerande i Sverige.